# Det moderate Højre
Det moderate Højre var en politisk gruppe i Folketinget fra 1910 til 1913. Den blev dannet af 6 af de 13 valgte folketingsmedlemmer fra Højre umiddelbart efter folketingsvalget i 1910. Folketingsmedlemmerne i gruppen var Rasmus Christiansen, Lars Dinesen, Wenzel Neergaard, Hans Parkov, Lauritz Hansen Bramsen og Holger Neergaard. Wenzel Neergaard var formand. Ved folketingsvalget i 1913 blev af de seks gruppemedlemmer kun Wenzel Neergaard genvalgt, og han tilsluttede sig Højre i Folketinget efter valget.